# Podpomenka
Hiponim ali podpomenka je v jezikoslovju beseda ali besedna zveza,
ki je bolj specifično določena od že dane besede oz. besedne zveze in ima ožji 
pomen od nadpomenke. Hiponimi predstavljajo predstavnike neke širše skupine, 
takšno izražanje pa omogoča večjo sistematičnost; Na primer beseda konj je 
podpomenka besede žival.
Semantično relacijo med hiponimi imenujemo hiponimija, ki pa je lahko:
Tranzitivna: Če je beseda A podpomenka besede B in je B podpomenka besede C, potem je tudi A podpomenka besede C. Primer: Če je beseda smreka podpomenka besede iglavec, ta pa je podpomenka besede drevo, potem je tudi beseda smreka podpomenka besede drevo.
Asimetrična: Če je beseda A podpomenka besede B, potem beseda B ne more biti podpomenka besede A. Primer: Če je beseda jabolko podpomenka besede sadje, potem beseda sadje ni podpomenka besede jabolko.
Obratno razmerje imenujemo hipernimija ali nadpomenskost.